# Christoph Martin (Jurist)

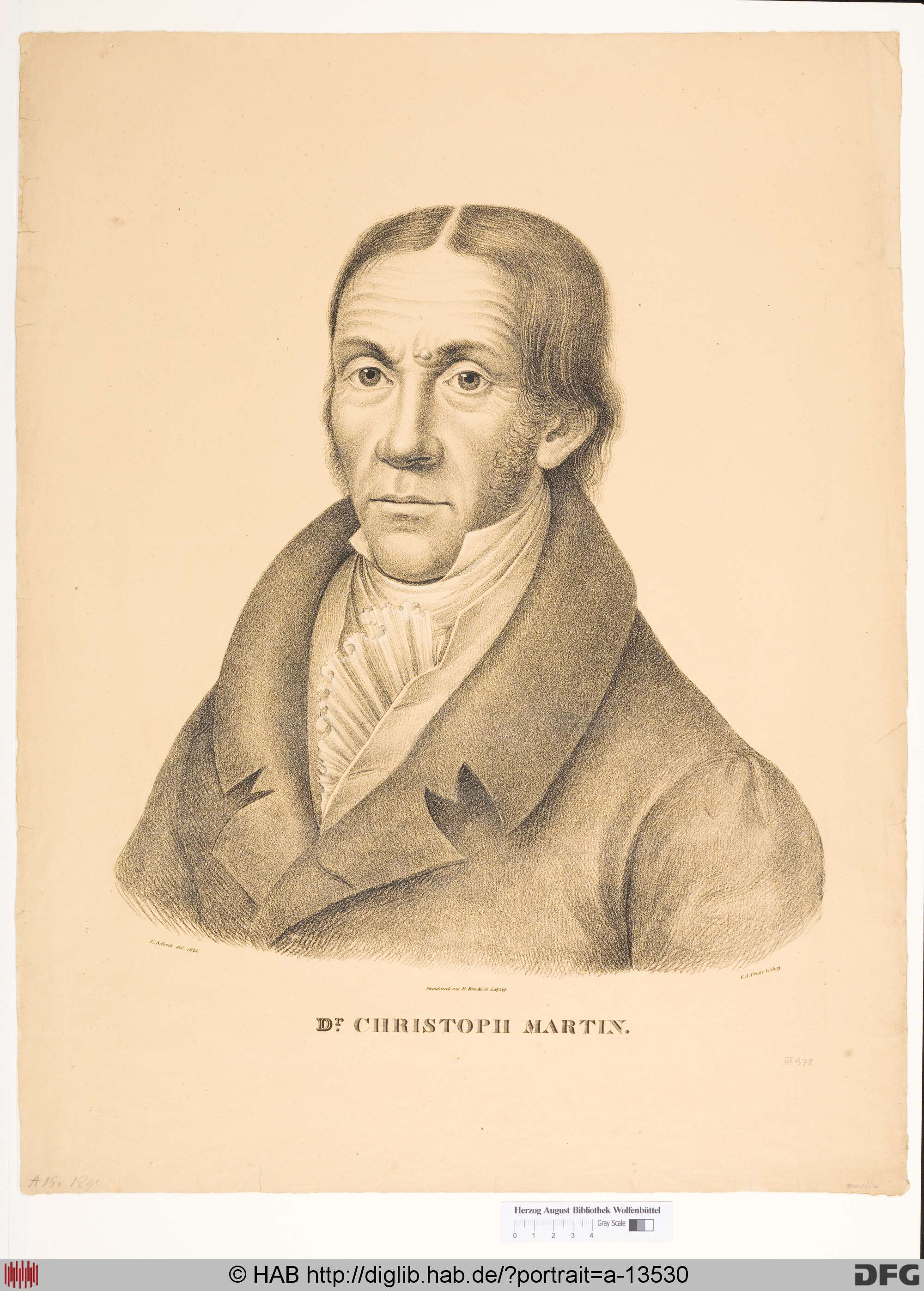
Christoph Martin

Christoph Reinhard Dietrich Martin (* 2. Februar 1772 in Bovenden; † 13. August 1857 in Gotha) war ein deutscher Jurist und Hochschullehrer.

## Leben
Martin entstammte einer Familie aus Dijon, die als protestantisch verfolgt in hessische Dienste getreten war. Sein Vater war Reservatenkommissär der hessischen Exklave Bovenden, später in Hofgeismar. Martin besuchte die Schule in Grebenstein und studierte dann ab 1787 Rechtswissenschaften an der Universität Göttingen. Er beendete sein Studium 1789 im Alter von 17 Jahren und wurde kaiserlicher Notar in Göttingen. 1796 wurde er in Göttingen zum Dr. der Rechte promoviert. Er hielt fortan Lehrveranstaltungen und Übungen an der Universität Göttingen ab und wurde dort 1802 außerordentlicher und 1805 ordentlicher Professor. 1805 folgte er seinem zweiten Ruf aus Heidelberg und wurde Professor und als Nachfolger Thibauts zeitweilig Prorektor der Universität Heidelberg. Dort wurde er Mitglied der Freimaurerloge Carl zur deutschen Biederkeit. Die Frage der Einführung einer Ständischen Verfassung im Großherzogtum Baden 1815 ließ ihn von Baden Abschied nehmen und 1816 einem Ruf an das neue Oberappellationsgericht Jena und die Universität Jena folgen, wo er bis zum Ruhestand 1842 lehrte. Im Ruhestand verfasste er Gutachten, war Mitglied von Regierungskommissionen und von 1846 bis 1848 auch Richter am Staatsgerichtshof.
Martin heiratete 1798 die Tochter des Generalsuperintendenten Gottfried Wilhelm Wagemann. Der Rechtswissenschaftler Adolph Martin (1802–1831) war sein ältester Sohn und lehrte ebenfalls in Jena.

## Werke (Auswahl)
- Lehrbuch des Teutschen gemeinen bürgerlichen Processes – Internet Archive. Schneider, Göttingen 1800

### Herausgeber
- Rechtsgutachten und Entscheidungen der Spruchcollegii der Universität Heidelberg – Internet Archive. Mohr und Zimmer, Heidelberg 1808